# Oplonia vincoides
Oplonia vincoides är en akantusväxtart som först beskrevs av Jean-Baptiste de Lamarck, och fick sitt nu gällande namn av William Thomas Stearn. Oplonia vincoides ingår i släktet Oplonia och familjen akantusväxter. Inga underarter finns listade i Catalogue of Life.